# リュボフ・シャチコワ
- リュボーフィ・ソコローワ

リュボフ・シャチコワ（Lioubov Sokolova、1977年12月4日 - ）は、ロシアの元女子バレーボール選手。モスクワ出身。愛称はリューバ（Люба）。元バレーボールロシア女子代表。
結婚によりシャチコワ（Шашкова）と登録名を一時変えるも離婚により現在はソコロワに戻しているが、近年はリュボフ・シャチコワ（Lioubov Shashkova）と登録されてシャツネームをソコロワ（Sokolova）にしている。
トルコ人と結婚していた際はリュボフ・クルチ（Lioubov Kılıç）という名前で登録していた時期もある。
ロシア語の発音をカタカナにするなら「リュボーフィ･サカローヴァ」が近い。

## 来歴
18歳でロシア代表に選出され、1996年アトランタオリンピックにセンタープレーヤーとして出場。1997年に結婚し、男児を出産。翌1998年にウイングスパイカーとしてスタメンを獲得すると、攻守の要として大活躍。長身でありながらレシーブ力にも優れ、セッター以外どのポジションもこなせるオールラウンドプレーヤーである。1998-99年にVリーグの日立ベルフィーユでプレイした経験があり、敢闘賞を受賞。
1999年ワールドカップでベストスパイカー賞を受賞した。2000年シドニーオリンピック、2004年アテネオリンピックで2大会連続銀メダルを獲得し、2006年世界選手権で金メダルを獲得した。2007年のワールドグランプリ、ヨーロッパ選手権ではキャプテンを務めた。
2008年の北京五輪は復帰したエフゲーニャ・エステス（旧アルタモノワ）と対角を組んだが、同大会の準々決勝で開催国・中国にストレートで敗戦。ベスト8止まりで3大会ぶりにメダルを逃した。その後は、代表から外れたが、2010年夏に代表へ復帰し、同年の世界選手権で2大会連続の優勝へ導いた。2012年のロンドン五輪でアトランタ大会から5大会連続の出場となった。
2010-11シーズンよりトルコリーグの強豪フェネルバフチェへ移籍し、2011-12シーズンの欧州チャンピオンズリーグで優勝した。2012-13シーズンからエジザージュバシュに移籍した。
2013年11月のグラチャンで代表に復帰し、攻守にわたりエースとして活躍した。その後は代表から離れていたが、2016年のリオ五輪欧州予選で再び代表に復帰し、出場権獲得に貢献したが、本大会には参加せず現役引退を表明した。

## 球歴
- オリンピック - 1996年（4位）、2000年（銀メダル）、2004年（銀メダル）、2008年（5位）、2012年（5位）
- 世界選手権 - 1998年（銀メダル）、2006年（金メダル）、2010年（金メダル）
- ワールドカップ - 1999年（銀メダル）
- グラチャン - 2013年（4位）
- 欧州選手権 - 1999年（優勝）、2001年（優勝）、2005年（3位）、2007年（3位）

## 所属クラブ
- CSKA Moskwa （1992-1995年）
- Rossy Moskwa （1995-1996年）
- Mladost Zagrzeb （1997-1998年）
- 日立ベルフィーユ（1998-1999年）
- ウラロチカ・エカテリンブルク （1999-2000年）
- エジザージュバシュ（2000-2001年）
- バレー・ベルガモ （2002-2005年）
- ピエラリージ・イェージ （2005-2006年）
- CAVムルシア2005 （2006-2007年）
- ザレチエ・オジンツォボ （2007-2009年）
- ピエラリージ・イェージ （2009-2010年）
- フェネルバフチェ （2010-2012年）
- エジザージュバシュ（2012-2013年）
- ディナモ・クラスノダール（2013-2016年）